# Ла Шапел Игон
Ла Шапел Игон (фр. Chapelle-Hugon) насеље је и општина у централној Француској у региону Центар (регион), у департману Шер која припада префектури Сент Аман Монрон.
По подацима из 2011. године у општини је живело 390 становника, а густина насељености је износила 24,13 становника/km². Општина се простире на површини од 16,16 km². Налази се на средњој надморској висини од 191 метар (максималној 225 m, а минималној 180 m).

## Демографија
| 1962. | 1968. | 1975. | 1982. | 1990. | 1999. | 2011. |
| ----- | ----- | ----- | ----- | ----- | ----- | ----- |
| 309   | 366   | 305   | 327   | 364   | 376   | 390   |

График промене броја становника у току последњих година